# Stratameter
Ein Stratameter ist ein Gerät zur Feststellung der ursprünglichen Lage und Ausrichtung eines Bohrkernes bei Tiefenbohrungen mittels Markierung des Kerns durch im Kernrohr eingebauten Kompass und Lot.
Die Markierung wird notwendig, da die im Bohrgestänge vorhandene Torsion es unmöglich macht, den Bohrkern in seiner ursprünglichen Lage zu bergen.
Das Stratameter wird mit dem Kernrohr in das Bohrloch eingeführt. Die Nadel des Kompasses wird zu einem durch ein Uhrwerk festgelegten Zeitpunkt im Kompass arretiert, so dass die Ausrichtung des Kerns nach Norden beim Herausziehen des Kerns nachvollziehbar bleibt. Das Lot markiert zusätzlich durch einmaliges Fallenlassen auf eine weiche Metallplatte die Neigung des Bohrkerns. Somit sind nach Aufholen des Bohrzeuges mittels der Markierungen das Streichen und Einfallen der Schichten ermittelbar.
Eine Weiterentwicklung des Verfahrens erfolgte im Jahre 1887 von Bergrat Köbrich, dem Leiter der preußischen fiskalischen Bohrwerke in Schönebeck (Elbe).
Weitere Vorrichtungen wurden in den Jahren 1888 und 1899 zum Patent angemeldet. Eine weitere Vorrichtung wurde um 1900 von C. Otto aus Hildesheim erfunden.